# Sc Heerenveen in het seizoen 2008/09 (mannen)
Deze pagina geeft diverse statistieken van voetbalclub sc Heerenveen van het seizoen 2008/2009. Heerenveen speelde evenals voorgaande jaren weer in de Eredivisie. Tevens kwam de club uit in de KNVB beker en in de UEFA Cup. De ploeg werd dat jaar gecoacht door de nieuwe coach Trond Sollied, die de naar Feyenoord vertrokken Gertjan Verbeek opvolgde.

## Doelstellingen seizoen 2008/2009

### Doelstellingen
| competitie | beoogde resultaat                         | halverwege seizoen      | behaalde resultaat                     |
| ---------- | ----------------------------------------- | ----------------------- | -------------------------------------- |
| KNVB beker | ver reiken in de nationale bekerstrijd    | door naar kwartfinales  | bekerwinnaar                           |
| UEFA Cup   | Europees overwinteren                     | niet door de groepsfase | 5de plek in groep E                    |
| Eredivisie | (directe) plaatsing voor Europees voetbal | 6e plek                 | 5e plek verzekerd van Europees voetbal |

## Wedstrijdstatistieken

### Oefenduels
| Plaats           | Datum      | Thuis                            | Uitslag       | Uit              | Doelpuntenmakers (Heerenveen)                                                               | Doelpuntenmakers (tegenstander)        |
| ---------------- | ---------- | -------------------------------- | ------------- | ---------------- | ------------------------------------------------------------------------------------------- | -------------------------------------- |
| Oudemirdum       | 11-07-2008 | regioselectie Gaasterland-Sloten | 0 - 5         | sc Heerenveen    | Matusiak, Smárason , Johnson, Henrique, Armenteros                                          | -                                      |
| Surhuisterveen   | 12-07-2008 | 't Fean '58 (Surhuisterveen)     | 0 - 8         | sc Heerenveen    | Matusiak (2x), Poulsen (2x), Prager, Armenteros, Grindheim, Henrique                        | -                                      |
| Havelte          | 15-07-2008 | Regioteam West Drenthe           | 0 - 11        | sc Heerenveen    | Prager (3x), Ghoochannejhad (2x), Deekman, Matusiak, Smárason, Henrique, Armenteros en Švec | -                                      |
| Langezwaag       | 16-07-2008 | BV Veendam                       | 0 - 2         | sc Heerenveen    | Matusiak, Ghoochannejhad                                                                    | -                                      |
| Drachten         | 18-07-2008 | Drachtster Boys                  | 0 - 6         | sc Heerenveen    | Grindheim, Beerens, Deekman, Matusiak, Smárason, Popov                                      | -                                      |
| Eindhoven        | 19-07-2008 | FC Eindhoven                     | 4 - 0         | sc Heerenveen    | -                                                                                           | Nelemans , Caracciolo, Asubonteng, Koç |
| Mönchengladbach  | 23-07-2008 | Borussia Mönchengladbach         | 3 - 1         | sc Heerenveen    | Pranjic                                                                                     | Friend , Collauti(2x)                  |
| Veenoord         | 26-07-2008 | FC Emmen                         | 3 - 1         | sc Heerenveen    | Deekman                                                                                     | Ripson , Stroeve , Matavž              |
| Appelscha        | 30-07-2008 | sc Heerenveen                    | 2 - 0         | Iraklis Saloniki | Deekman, Grindheim                                                                          |                                        |
| Buitenpost       | 2-08-2008  | sc Heerenveen                    | 4 - 0         | Falkirk FC       | McNamara(e.d.), Deekman 2×, Henrique                                                        |                                        |
| Beetsterzwaag    | 5-08-2008  | sc Heerenveen                    | 2 - 1         | Xanthi           | Pranjic, Henrique                                                                           | Vallas                                 |
| Moeskroen        | 8-08-2008  | Excelsior Moeskroen              | 1 - 1)        | sc Heerenveen    | Elyounoussi                                                                                 | Čustović                               |
| Genk             | 10-08-2008 | Racing Genk                      | 2 - 2         | sc Heerenveen    | Elyounoussi, Henrique                                                                       | Caillet, Barda                         |
| Spakenburg       | 13-08-2008 | SV Spakenburg                    | 3 - 3         | sc Heerenveen    | Kalou, Henrique, Deekman                                                                    | Wilson, Amerzgiou, Mijnals             |
| Heerenveen       | 22-08-2008 | sc Heerenveen                    | 3 - 1         | Real Sociedad    | Sibon 2×, Breuer                                                                            | Sio                                    |
| Regenboogstadion | 10-10-08   | SV Zulte Waregem                 | 1 - 2         | sc Heerenveen    | Henrique en Kalou                                                                           | Barrios                                |
| Belek            | 9-01-2009  | sc Heerenveen                    | 1 - 0         | Trabzonspor      | Sibon                                                                                       |                                        |
| Belek            | 10-01-2009 | sc Heerenveen                    | 4 - 1         | MVV              | Henrique2X en Kalou2X                                                                       | Thiebaut                               |
| Belek            | 12-01-2009 | sc Heerenveen                    | 1 - 1 (1 - 3) | FC Nürnberg      | Pinola (E.D.)                                                                               | Charisteas                             |

### UEFA Cup
| Stadion             | Datum      | Thuis           | Uitslag | Uit             | Doelpuntenmakers/kaarten (Heerenveen)      | Doelpuntenmakers/kaarten (tegenstander)     |  |
| ------------------- | ---------- | --------------- | ------- | --------------- | ------------------------------------------ | ------------------------------------------- |  |
| Estádio do Bonfim   | 18-09-2008 | Vitória Setúbal | 1 - 1   | sc Heerenveen   | Elyounoussi Jong-a-Pin, Pranjic en Sibon   | Carrijo Chaves en Cissokho                  |  |
| Abe Lenstra Stadion | 2-10-2008  | sc Heerenveen   | 5 - 2   | Vitória Setúbal | Paulo Henrique, Sibon 2X en Elyounoussi 2X | Bruno Gama, Ricardo Chaves Bruno Moraes     |  |
| Abe Lenstra Stadion | 2-10-2008  | sc Heerenveen   | 1 - 3   | AC Milan        | Pranjic                                    | Inzaghi 2X, Gattuso Favalli, Flamini        |  |
| Volkswagen-Arena    | 6-11-2008  | VfL Wolfsburg   | 5 - 1   | sc Heerenveen   | Väyrynen                                   | Dzeko (x2), Grafite, Misimovic en Krzynowek |  |
| Abe Lenstra Stadion | 4-12-2008  | sc Heerenveen   | 1 - 2   | Sporting Braga  | Sibon Svec                                 | Rentería en Luis Aguiar Rentería            |  |
| Fratton Park        | 17-12-2008 | Portsmouth FC   | 3 - 0   | sc Heerenveen   | Väyrynen                                   | Crouch2X en Hreidarsson                     |  |

| Team            | Ptn | Wed | W | G | V | DV | DT | DS  |
| --------------- | --- | --- | - | - | - | -- | -- | --- |
| VfL Wolfsburg   | 10  | 4   | 3 | 1 | 0 | 13 | 7  | 6   |
| AC Milan        | 8   | 4   | 2 | 2 | 0 | 8  | 5  | 3   |
| SC Braga        | 6   | 4   | 2 | 0 | 2 | 7  | 5  | 2   |
| Portsmouth F.C. | 4   | 4   | 1 | 1 | 2 | 7  | 8  | −1  |
| sc Heerenveen   | 0   | 4   | 0 | 0 | 4 | 3  | 13 | −10 |

### KNVB beker
| Stadion             | Datum      | Thuis         | Uitslag       | Uit           | Doelpuntenmakers/kaarten (Heerenveen)              | Doelpuntenmakers/kaarten (tegenstander) |
| ------------------- | ---------- | ------------- | ------------- | ------------- | -------------------------------------------------- | --------------------------------------- |
| Geusselt            | 24-09-2008 | MVV           | 0 - 3         | sc Heerenveen | Beerens, Paulo Henrique, Sibon                     |                                         |
| Abe Lenstra Stadion | 12-11-2008 | sc Heerenveen | 7 - 0         | Haaglandia    | Grindheim, Pranjic 3×, Kalou, Elyounoussi en Popov | van Otterloo                            |
| Stadion Feijenoord  | 20-01-2009 | Feyenoord     | 0 - 3         | sc Heerenveen | Elm 2X en Beerens Breuer                           | Bahia                                   |
| Abe Lenstra Stadion | 4-03-2009  | sc Heerenveen | 3 - 1         | N.E.C.        | Paulo Henrique, Elm en Ingelsten                   | Schöne                                  |
| Kras Stadion        | 22-04-2009 | FC Volendam   | 0 - 2         | sc Heerenveen | Elm en Pranjic                                     | de Lange, de Wit                        |
| Stadion Feijenoord  | 17-05-2009 | sc Heerenveen | 2 - 2 (5 - 4) | FC Twente     | Popov en Kalou Svec, Sibon, Roorda en Popov        | Elia en Hersi Elia en Janssen           |

### Eredivisie
| Stadion                    | Datum      | Thuis            | Uitslag | Uit              | Doelpuntenmakers/kaarten (Heerenveen)                                  | Doelpuntenmakers/kaarten (tegenstander)                  |
| -------------------------- | ---------- | ---------------- | ------- | ---------------- | ---------------------------------------------------------------------- | -------------------------------------------------------- |
| Kras Stadion               | 31-08-2008 | FC Volendam      | 2 - 3   | sc Heerenveen    | FC Utrecht Grindheim, Elyounoussi en Pranjic H. Drost                  | Tuyp 2X                                                  |
| Abe Lenstra Stadion        | 12-09-2008 | sc Heerenveen    | 2 - 2   | Heracles Almelo  | Pranjic 2x Jong-a-Pin, Dingsdag                                        | Wuytens, Dost Wuytens, Klavan                            |
| Abe Lenstra Stadion        | 21-09-2008 | sc Heerenveen    | 2 - 1   | N.E.C.           | Pranjic, Elyounoussi Grindheim, Dingsdag                               | Van Beukering                                            |
| Rat Verlegh Stadion        | 27-09-2008 | NAC Breda        | 4 - 2   | sc Heerenveen    | Dingsdag en Pranjic Beerens, Sibon                                     | Reuser, Lurling Amoah 2x Reuser, Van der Leegte en Fehér |
| Abe Lenstra Stadion        | 5-10-2008  | sc Heerenveen    | 5 - 2   | AFC Ajax         | Silva e.d.,Beerens, Sibon en Pranjic 2X Grindheim en Väyrynen          | Huntelaar en Suárez , Vertonghen en Sarpong van der Wiel |
| Parkstad Limburg Stadion   | 18-10-2008 | Roda JC          | 2 - 2   | sc Heerenveen    | Grindheim en Smárason Väyrynen en Dingsdag                             | Cissé en Bodor                                           |
| Stadion Feijenoord         | 26-10-2008 | Feyenoord        | 2 - 2   | sc Heerenveen    | Paulo Henrique en Pranjic Väyrynen, Vandenbussche en Breuer            | Makaay en Mols van Bronckhorst, Bahia en Fer             |
| Abe Lenstra Stadion        | 29-10-2008 | sc Heerenveen    | 0 - 2   | Vitesse          |                                                                        | Kolk en Hofs Claudemir en Büttner                        |
| Abe Lenstra Stadion        | 1-11-2008  | sc Heerenveen    | 3 - 3   | AZ               | Wojciechowski en Paulo Henrique 2X                                     | El Hamdaoui, Holman en Pocognoli Moreno en Jaliens       |
| ADO Den Haag Stadion       | 9-11-2008  | ADO Den Haag     | 0 - 1   | sc Heerenveen    | B.Kalou Grindheim                                                      |                                                          |
| Abe Lenstra Stadion        | 15-11-2008 | sc Heerenveen    | 3 - 2   |                  | Pranjic 2X en Beerens Breuer en Švec Popov                             | Boussaboun en Cornelisse Shew-Atjon en Cornelisse        |
| De Grolsch Veste           | 22-11-2008 | FC Twente        | 6 - 0   | sc Heerenveen    | Gerald Sibon Väyrynen                                                  | Arnautovic, Nkufo 3X en Pérez 2X                         |
| Abe Lenstra Stadion        | 29-11-2008 | sc Heerenveen    | 2 - 2   | PSV              | Beerens 2X Bak Nielsen en Svec                                         | Koevermans en Nijland Dzsudzsák en Lazović               |
| Willem II Stadion          | 7-12-2008  | Willem II        | 1 - 3   | sc Heerenveen    | Smárason, Grindheim en Väyrynen Smárason, Grindheim, Beerens en Breuer | Demouge Kargbo en Janse                                  |
| Abe Lenstra Stadion        | 13-12-2008 | sc Heerenveen    | 2 - 0   | BV De Graafschap | Beerens 2X                                                             | Hese                                                     |
| Sparta-Stadion Het Kasteel | 20-12-2008 | Sparta Rotterdam | 4 - 1   | sc Heerenveen    | Sibon Paulo Henrique en Popov                                          | Falkenburg, Slot, Poepon en Rose Strootman               |
| Euroborg                   | 28-12-2008 | FC Groningen     | 2 - 3   | sc Heerenveen    | Pranjic, Smárason en Paulo Henrique Grindheim, Väyrynen en Popov       | García en Granqvist Da Silva en Holla                    |
| Abe Lenstra Stadion        | 16-01-2009 | sc Heerenveen    | 3 - 1   | Feyenoord        | Bak Nielsen, Pranjic en Smárason Väyrynen                              | Makaay                                                   |
| Abe Lenstra Stadion        | 24-01-2009 | sc Heerenveen    | 2 - 0   | Roda JC          | Beerens en Pranjic Švec en Grindheim                                   | De Fauw                                                  |
| Amsterdam ArenA            | 31-01-2009 | AFC Ajax         | 0 - 1   | sc Heerenveen    | Pranjic Smárason en Popov                                              | Gabri en Schilder Vermaelen                              |
| GelreDome                  | 3-02-2009  | Vitesse          | 1 - 0   | sc Heerenveen    | Pranjic, Sibon en Dingsdag                                             | Hofs Sansoni                                             |
| Abe Lenstra Stadion        | 7-02-2009  | sc Heerenveen    | 3 - 1   | NAC Breda        | Popov, Smárason en Elm Popov                                           | Zwaanswijk Idabdelhay En Kolkka                          |
| McDOS Goffertstadion       | 15-02-2009 | N.E.C.           | 1 - 1   | sc Heerenveen    | Elm Vandenbussche en Dingsdag                                          | El-Akchaoui Van Beukering                                |
| Abe Lenstra Stadion        | 21-02-2009 | sc Heerenveen    | 3 - 1   | Willem II        | Paulo Henrique, Bak Nielsen en Beerens                                 | Messoudi Veloso en Janse                                 |
| Philips Stadion            | 28-02-2009 | PSV              | 2 - 3   | sc Heerenveen    | Paulo Henrique2X en Pranjic Beerens en Popov                           | Dzsudzsák en Simons Toivonen en Méndez Culina            |
| Abe Lenstra Stadion        | 7-03-2009  | sc Heerenveen    | 2 - 1   | FC Groningen     | Elm en Grindheim Dinsdag, Jong-a-Pin en Bak Nielsen                    | Hola Meerdink en García-García Jans (trainer)            |
| Abe Lenstra Stadion        | 14-03-2009 | sc Heerenveen    | 5 - 1   | Sparta Rotterdam | Pranjic, Beerens, Ingelsten, Svec en B.Kalou Popov                     | Duplan Poepon Jaggy en Knol                              |
| De Vijverberg              | 20-03-2009 | BV De Graafschap | 2 - 0   | sc Heerenveen    |                                                                        | Sahar en Jungschläger Meijer                             |
| Polman Stadion             | 4-04-2009  | Heracles Almelo  | 1 - 1   | sc Heerenveen    | Bak Nielsen Beerens, Ingelsten, Svec, Breuer en Bak Nielsen            | Fledderus Breukers, Pieckenhagen en Fledderus Quansah    |
| Abe Lenstra Stadion        | 12-04-2009 | sc Heerenveen    | 1 - 0   | FC Volendam      | Elm Pranjic                                                            | de Lange en de Wit                                       |
| Stadion Galgenwaard        | 19-04-2009 | FC Utrecht       | 2 - 1   | sc Heerenveen    | Paulo Henrique Popov en Smárason Janmaat                               | Silberbauer en van Dijk Keller en Caluwé                 |
| Abe Lenstra Stadion        | 25-04-2009 | sc Heerenveen    | 1 - 1   | FC Twente        | Paulo Henrique Sibon, Janmaat en Švec                                  | Janssen Wellenberg Boschker                              |
| Abe Lenstra Stadion        | 3-05-2009  | sc Heerenveen    | 2 - 2   | ADO Den Haag     | Paulo Henrique en Bak Nielsen Janmaat                                  | Horváth en Immers Buijs, Kum en Soltani                  |
| DSB Stadion                | 10-05-2009 | AZ               | 3 - 1   | sc Heerenveen    | Ingelsten                                                              | El Hamdaoui en Dembélé 2X                                |

#### Positie sc Heerenveen na wedstrijd
| Wedstrijd     | 1 | 2 | 3 | 4 | 5 | 6 | 7 | 8 | 9 | 10 | 11 | 12 | 13 | 14 | 15 | 16 | 17 | 18 | 19 | 20 | 21 | 22 | 23 | 24 | 25 | 26 | 27 | 28 | 29 | 30 | 31 | 32 | 33 | 34 |
| sc Heerenveen | 6 | 7 | 2 | 7 | 4 | 6 | 7 | 9 | 8 | 8  | 5  | 9  | 9  | 7  | 5  | 8  | 6  | 4  | 4  | 4  | 5  | 5  | 5  | 5  | 4  | 4  | 4  | 4  | 4  | 4  | 5  | 5  | 5  | 5  |

## Selectie in het seizoen 2008-2009
| land                                  | speler               | vorige club       | contract tot |         | land                                | speler            | vorige club                        | contract tot |         |         |         |         |
|                                       | Keepers              | Keepers           | Keepers      | Keepers | Keepers                             | Keepers           | Keepers                            | Keepers      | Keepers | Keepers | Keepers | Keepers |
| ------------------------------------- | -------------------- | ----------------- | ------------ | ------- | ----------------------------------- | ----------------- | ---------------------------------- | ------------ | ------- | ------- | ------- | ------- |
| Vlag van België                       | Brian Vandenbussche  | Sparta Rotterdam  | 2011         |         | Vlag van Nederland                  | Agil Etemadi      | eigen jeugd                        | 2010         |         |         |         |         |
| Vlag van Nederland                    | Harm Zeinstra        | eigen jeugd       | 2009         |         | Vlag van België                     | Kenny Steppe      | Germinal Beerschot                 | 2013         |         |         |         |         |
| Vlag van Zuid-Afrika                  | Hans Vonk            | AFC Ajax          | 2010         |         |                                     |                   |                                    |              |         |         |         |         |
|                                       | Verdedigers          |                   |              |         |                                     |                   |                                    |              |         |         |         |         |
| Vlag van Nederland                    | Xander Houtkoop      | eigen Jeugd       |              |         | Vlag van Noord-Macedonië            | Goran Popov       | Levadiakos (gehuurd van Egaleo FC) | 2011         |         |         |         |         |
| Vlag van Tsjechië                     | Milan Kopic          | FK Mladá Boleslav | 2012         |         | Vlag van Nederland · Vlag van Haïti | Lesly Fellinga    | BV Veendam                         | 2009         |         |         |         |         |
| Vlag van Denemarken                   | Kristian Bak Nielsen | FC Midtjylland    | 2011         |         | Vlag van Nederland                  | Michael Dingsdag  | Vitesse                            | 2010         |         |         |         |         |
| Vlag van Nederland                    | Michel Breuer        | Excelsior         | 2009         |         | Vlag van Brazilië                   | Lázaro            | Atlético Mineiro                   |              |         |         |         |         |
| Vlag van Nederland                    | Calvin Jong-A-Pin    | FC Volendam       | 2011         |         | Vlag van Nederland                  | Daryl Janmaat     | ADO Den Haag                       | 2012         |         |         |         |         |
| Vlag van Nederland · Vlag van Marokko | Sofian Akouili       | eigen jeugd       |              |         | Vlag van Nederland                  | Arjen Bergsma     | eigen jeugd                        |              |         |         |         |         |
|                                       | Middenvelders        |                   |              |         |                                     |                   |                                    |              |         |         |         |         |
| Vlag van Noorwegen                    | André Hanssen        | Bodø-Glimt        | 2009         |         | Vlag van Tsjechië                   | Michal Svec       | Slavia Praag                       | 2012         |         |         |         |         |
| Vlag van Noorwegen                    | Christian Grindheim  | Vålerenga IF      | 2012         |         | Vlag van Kroatië                    | Danijel Pranjić   | Dinamo Zagreb                      | 2012         |         |         |         |         |
| Vlag van Nederland                    | Geert Arend Roorda   | eigen jeugd       | 2013         |         | Vlag van Nederland                  | Roy Beerens       | N.E.C. (gehuurd van PSV)           | 2010         |         |         |         |         |
| Vlag van Finland                      | Mika Väyrynen        | PSV               | 2011         |         | Vlag van Zweden                     | Viktor Elm        | Kalmar FF                          | 2012         |         |         |         |         |
|                                       | Aanvallers           |                   |              |         |                                     |                   |                                    |              |         |         |         |         |
| Vlag van Nederland                    | Gerald Sibon         | 1.FC Nürnberg     | 2009         |         | Vlag van Brazilië                   | Paulo Henrique    | Atlético Mineiro                   | 2010         |         |         |         |         |
| Vlag van Brazilië                     | Pedro Beda           | Flamengo          | 2011         |         | Vlag van IJsland                    | Arnar Smárason    | eigen jeugd                        | 2009         |         |         |         |         |
| Vlag van Zweden                       | Patrik Ingelsten     | Kalmar FF         | 2012         |         | Vlag van Ivoorkust                  | Bonaventure Kalou | Al-Jazira Club                     | 2010         |         |         |         |         |
| Vlag van Noorwegen · Vlag van Marokko | Tarik Elyounoussi    | Fredrikstad FK    | 2013         |         | Vlag van Zweden                     | Samuel Armenteros | Eigen Jeugd                        |              |         |         |         |         |
| Vlag van Nederland                    | Donovan Deekman      | eigen jeugd       |              |         | Vlag van Nederland                  | Luciano Narsingh  | Eigen Jeugd                        | 2013         |         |         |         |         |
| Vlag van Polen                        | Paweł Wojciechowski  | eigen jeugd       |              |         |                                     |                   |                                    |              |         |         |         |         |

## Mutaties

### Aangetrokken
| Speler             | Vorige club        | Contract tot | Bijzonderheden                                              |
| ------------------ | ------------------ | ------------ | ----------------------------------------------------------- |
| Lesly Fellinga     | BV Veendam         | 2009         |                                                             |
| Pedro Beda         | Flamengo           | 2011         |                                                             |
| Goran Popov        | Levadiakos         | 2011         | was gehuurd van Egaleo FC                                   |
| Milan Kopic        | FK Mladá Boleslav  | 2012         |                                                             |
| Radosław Matusiak  | GKS Belchatów      | 2010         | terugkomend van huur                                        |
| Bonaventure Kalou  | Al-Jazira Club     | 2010         |                                                             |
| Tarik Elyounoussi  | Fredrikstad FK     | 2013         |                                                             |
| Viktor Elm         | Kalmar FF          | 2012         | kwam pas over in januari van dit seizoen                    |
| Daryl Janmaat      | ADO Den Haag       | 2012         |                                                             |
| Kenny Otigba       | Békéscsabai Elõre  |              | stond ook in de belangstelling van Liverpool, jeugdspeler   |
| Lázaro             | Atlético Mineiro   |              | belofte speler                                              |
| Kenny Steppe       | Germinal Beerschot | 2013         |                                                             |
| Mika Väyrynen      | PSV                | 2011         | speelde al eerder 4 seizoen bij heerenveen                  |
| Michel Poldervaart | Feyenoord          | 2011         |                                                             |
|                    | Winterstop         |              |                                                             |
| Patrik Ingelsten   | Kalmar FF          | 2012         | speelde samen met Viktor Elm samen scoorden ze ruim 30 keer |
| Hans Vonk          | AFC Ajax           | 2010         | speelde eerder 8 seizoenen voor Heerenveen                  |
| Mislav Rados       | SSV Ulm 1846       | 2009         | Familie van Danijel Pranjić                                 |

### Aangetrokken voor volgend seizoen
| Speler        | Vorige club                       | Contract ingaande per | Contract tot | Bijzonderheden                                    |
| ------------- | --------------------------------- | --------------------- | ------------ | ------------------------------------------------- |
| Filip Đuričić | Radnicki Obrenovac                | Januari 2010          | 2013         | wordt gezien als "de Johan Cruijff van de Balkan" |
| Samir Fazli   | FK Makedonija Ğorče Petrov Skopje | Juli 2009             | 2014         |                                                   |

### Vertrokken
| Speler                | Nieuwe club              | bijzonderheden                        |
| --------------------- | ------------------------ | ------------------------------------- |
| Harmen Kuperus        | FC Zwolle                | was gehuurd                           |
| Mark Bloemendaal      | de Graafschap            |                                       |
| Gonzalo Garcia-Garcia | FC Groningen             |                                       |
| Pim Balkestein        | Ipswich Town             |                                       |
| Niek Loohuis          | BV Veendam               | terug naar oude club                  |
| Age Hains Boersma     | ONS Sneek                | amateurvoetbal                        |
| Rawley Rozendaal      | Argon                    | amateurvoetbal                        |
| Will Johnson          | Real Salt Lake           | mag vertrekken                        |
| Sebastiaan Steur      | Heracles Almelo          | was verhuurd aan Excelsior            |
| Maciej Wilusz         | Sparta                   |                                       |
| Tom Siwe              | Jönköpings Södra IF      | mag vertrekken                        |
| Gianni Zuiverloon     | West Bromwich Albion     |                                       |
| Miralem Sulejmani     | Ajax                     | duurste binnenlandse transfer ooit    |
| Robbert Maruanaya     | Go Ahead Eagles          | overgenomen na huurperiode            |
| Christoph Mattes      | Red Bull Salzburg        |                                       |
| Jakob Poulsen         | Aarhus GF                | mag vertrekken                        |
| Thomas Prager         | LASK Linz                | mag vertrekken                        |
| Radosław Matusiak     | ŁKS Łódź                 | stopte voor een half jaar met voetbal |
| Michael Bradley       | Borussia Mönchengladbach |                                       |
| Rob van Dijk          | Feyenoord                | Terugkeer bij beginclub               |
| Niklas Tarvajärvi     | Xamax Neuchâtel          | verkocht na verhuur aan Vitesse       |

### Verhuurd
| Speler                | Nieuwe club     | bijzonderheden                                 |
| --------------------- | --------------- | ---------------------------------------------- |
| Timmi Johansen        | Odense BK       | verhuurd met optie tot koop                    |
| Jeroen Drost          | Vitesse         | was verhuurd aan N.E.C. nu weer verhuurd       |
| Oguzhan Türk          | Go Ahead Eagles | weer gehuurd door Go Ahead Eagles              |
| Niklas Tarvajärvi     | Vitesse         | was verhuurd aan De Graafschap                 |
| / Cecilio Lopes       | FC Dordrecht    | eerder in het seizoen verhuurd aan FC Volendam |
|                       | Winterstop      |                                                |
| Henrico Drost         | De Graafschap   |                                                |
| Robin Huisman de Jong | FC Emmen        |                                                |
| Reza Ghoochannejhad   | FC Emmen        |                                                |

### aangetrokken Technische staf
| wie                | Vorige club   | Functie              |
| ------------------ | ------------- | -------------------- |
| Trond Sollied      | AA Gent       | Hoofdcoach           |
| Chris van Puyvelde | AA Gent       | assistentcoach       |
| Jan de Jonge       | De Graafschap | Hoofd jeugdopleiding |

### Vertrokken Technische staf
| Speler          | Nieuwe club | Functie          |
| --------------- | ----------- | ---------------- |
| Gertjan Verbeek | Feyenoord   | Hoofdcoach       |
| Björn Rekelhof  | Feyenoord   | conditie-trainer |
| Alex Pastoor    | Feyenoord   | assistentcoach   |

## Statistieken

### Doelpunten
| land              | Speler                  | voorbereiding | oefenwedstrijden | UEFA Cup | KNVB beker | Eredivisie | totaal |
| ----------------- | ----------------------- | ------------- | ---------------- | -------- | ---------- | ---------- | ------ |
| Brazilië          | Paulo Henrique          | 7             | 3                | 1        | 2          | 10         | 23     |
| Nederland         | Donovan Deekman         | 7             | 0                | 0        | 0          | 0          | 7      |
| Polen             | Radosław Matusiak       | 6             | 0                | 0        | 0          | 0          | 6      |
| Kroatië           | Danijel Pranjić         | 2             | 0                | 1        | 4          | 16         | 23     |
| Noorwegen Marokko | Tarik Elyounoussi       | 2             | 0                | 3        | 1          | 2          | 8      |
| Noorwegen         | Christian Grindheim     | 3             | 0                | 0        | 1          | 4          | 8      |
| Oostenrijk        | Thomas Prager           | 4             | 0                | 0        | 0          | 0          | 4      |
| Zweden            | Samuel Armenteros       | 3             | 0                | 0        | 0          | 0          | 3      |
| IJsland           | Arnar Smárason          | 3             | 0                | 0        | 0          | 5          | 8      |
| Nederland         | Reza Ghoochannejhad     | 3             | 0                | 0        | 0          | 0          | 3      |
| Denemarken        | Jakob Poulsen           | 2             | 0                | 0        | 0          | 0          | 2      |
| Nederland         | Gerald Sibon            | 2             | 1                | 3        | 1          | 2          | 9      |
| Nederland         | Roy Beerens             | 1             | 0                | 0        | 2          | 9          | 12     |
| Canada            | Will Johnson            | 1             | 0                | 0        | 0          | 0          | 1      |
| Tsjechië          | Michal Švec             | 1             | 0                | 0        | 0          | 1          | 2      |
| Ivoorkust         | Bonaventure Kalou       | 1             | 3                | 0        | 2          | 2          | 8      |
| Macedonië         | Goran Popov             | 1             | 0                | 0        | 2          | 1          | 4      |
| Nederland         | Michel Breuer           | 1             | 0                | 0        | 0          | 0          | 1      |
| Nederland         | Michael Dingsdag        | 0             | 0                | 0        | 0          | 1          | 1      |
| Polen             | Paweł Wojciechowski     | 0             | 0                | 0        | 0          | 1          | 1      |
| Finland           | Mika Väyrynen           | 0             | 0                | 1        | 0          | 1          | 2      |
| Denemarken        | Kristian Bak Nielsen    | 0             | 0                | 0        | 0          | 4          | 4      |
| Zweden            | Viktor Elm              | 0             | 0                | 0        | 4          | 4          | 8      |
| Zweden            | Patrik Ingelsten        | 0             | 0                | 0        | 1          | 2          | 3      |
|                   | aantal eigen doelpunten | 0             | 1                | 0        | 0          | 1          | 2      |
|                   | totaal                  | 50            | 8                | 9        | 20         | 65         | 152    |

### Gele kaarten
| Speler               | voorbereiding | UEFA Cup | KNVB beker | Eredivisie | totaal |
| -------------------- | ------------- | -------- | ---------- | ---------- | ------ |
| Tarik Elyounoussi    | 1             | 0        | 0          | 0          | 1      |
| Christian Grindheim  | 1             | 0        | 0          | 6          | 7      |
| Michael Dingsdag     | 1             | 0        | 0          | 6          | 7      |
| Henrico Drost        | 0             | 0        | 0          | 1          | 1      |
| Calvin Jong-A-Pin    | 0             | 1        | 0          | 2          | 3      |
| Brian Vandenbussche  | 0             | 0        | 0          | 1          | 1      |
| Danijel Pranjić      | 0             | 1        | 0          | 1          | 2      |
| Gerald Sibon         | 0             | 1        | 1          | 4          | 6      |
| Roy Beerens          | 0             | 0        | 0          | 4          | 4      |
| Mika Väyrynen        | 0             | 2        | 0          | 4          | 6      |
| Goran Popov          | 0             | 0        | 1          | 7          | 8      |
| Michal Švec          | 0             | 1        | 1          | 4          | 5      |
| Kristian Bak Nielsen | 0             | 0        | 0          | 3          | 3      |
| Michel Breuer        | 0             | 0        | 1          | 4          | 5      |
| Arnar Smárason       | 0             | 0        | 0          | 3          | 3      |
| Paulo Henrique       | 0             | 0        | 0          | 1          | 1      |
| Patrik Ingelsten     | 0             | 0        | 0          | 1          | 1      |
| Daryl Janmaat        | 0             | 0        | 0          | 2          | 2      |
| Geert Arend Roorda   | 0             | 0        | 1          | 0          | 1      |

### Rode kaarten
| Speler              | voorbereiding | UEFA Cup | KNVB beker | Eredivisie | totaal |
| ------------------- | ------------- | -------- | ---------- | ---------- | ------ |
| Brian Vandenbussche | 1             | 0        | 0          | 0          | 1      |
| Mika Väyrynen       | 0             | 0        | 0          | 1          | 1      |
| Goran Popov         | 0             | 0        | 0          | 1          | 1      |
| Danijel Pranjić     | 0             | 0        | 0          | 1          | 1      |
| Daryl Janmaat       | 0             | 0        | 0          | 1          | 1      |

### Nationaliteiten
Een overzicht van nationaliteiten die vanaf de zomer 2008 tot de laatste competitiedag voor Heerenveen uitkwamen of onder contract stonden 
| land             | aantal spelers |
| ---------------- | -------------- |
| Brazilië         | 3              |
| België           | 2              |
| Macedonië        | 1              |
| Ivoorkust        | 1              |
| Nederland        | 30             |
| Zweden           | 4              |
| Canada           | 1              |
| Verenigde Staten | 1              |
| Noorwegen        | 3              |
| Finland          | 2              |
| Polen            | 3              |
| Uruguay          | 1              |
| Kroatië          | 1              |
| Oostenrijk       | 2              |
| Denemarken       | 3              |
| Kaapverdië       | 1              |
| Tsjechië         | 2              |
| Haïti            | 1              |
| Marokko          | 2              |
| IJsland          | 1              |
| Kroatië          | 2              |
| Zuid-Afrika      | 1              |
| Duitsland        | 1              |

## Békéscsabai Elõre
In de zomerstop kwam Kenny Otigba over van het Hongaarse Békéscsabai Elõre. Deze speler stond ook in de belangstelling van andere grote clubs, waaronder Liverpool. Hij koos echter voor Heerenveen. Kenny bleek niet het enige te zijn waar Heerenveen en Békéscsabai over praatten, want een paar dagen later werd er bekendgemaakt dat ze een samenwerkingsverband van een periode van 5 jaar aangaan. Hierbij worden trainers, spelers en voetbalkennis gedeeld. Hierdoor staan vele talentvolle jeugd(international)spelers op de nominatie om naar Heerenveen te verhuizen.
Békéscsaba 1912 Elõre SE is een grote cultclub in Hongarije. Na financiële problemen speelt het eerste elftal op het tweede niveau, maar de jeugdopleiding, Békéscsabai Utánpótás FC, bloeit helemaal op. In elk nationaal jeugdelftal spelen meerdere spelers uit de academie. De club hoopt met deze samenwerking weer terug te komen op het niveau waar ze ooit stonden.